# NGC 5638
NGC 5638 је елиптична галаксија у сазвежђу Девица која се налази на NGC листи објеката дубоког неба.
Деклинација објекта је + 3° 14' 0" а ректасцензија 14h 29m 40,4s. Привидна величина (магнитуда) објекта NGC 5638 износи 11,2 а фотографска магнитуда 12,2. Налази се на удаљености од 24,250 милиона парсека од Сунца. NGC 5638 је још познат и под ознакама UGC 9308, MCG 1-37-18, CGCG 47-63, PGC 51787.